# Mammersellides ventriperforatus
Mammersellides ventriperforatus är en kvalsterart som beskrevs av Lundblad 1937. Mammersellides ventriperforatus ingår i släktet Mammersellides och familjen Anisitsiellidae. Inga underarter finns listade i Catalogue of Life.